# Sunny Beach
Sunny Beach (bulgarsk: Слънчев Бряг, tr. Slântjev Brjag) er en by på Sortehavskysten i Bulgarien ca. 35 km nord for Burgas i Obsjtina Nessebar i Burgas-provinsen. Sunny Beach er Bulgariens største turistrejsemål,[kilde mangler] og er hjemsted for mere end 120 hoteller, som i en årrække har udvidet byen.
Sunny Beach har kun en lille lokalbefolkning, men i sommermånederne besøges byen af mange hundrede tusinde turister.
Stedet blev etableret da regeringen ønskede at tiltrække turister med udenlandsk valuta, som man kunne veksle sig til. For bare 60 år siden var der ikke andet end ren sandørken og små gårde.
Den engelske betegnelse Sunny Beach er ikke et navn opfundet i marketingsøjemed, men blot en oversættelse af byens bulgarske navn.